# Liphistius ornatus
Liphistius ornatus ONO & SCHWENDINGER, 1990 è un ragno appartenente al genere Liphistius della famiglia Liphistiidae.
Il nome del genere deriva dalla radice prefissoide greca λιπ-, lip-, abbreviazione di λιπαρός, liparòs cioè unto, grasso, e dal sostantivo greco ἰστίον, istìon, cioè telo, velo, ad indicare la struttura della tela che costruisce intorno all'apertura del cunicolo.
Il nome proprio deriva dall'aggettivo latino ornatus, cioè ornato, decorato, riferito alla vistosa colorazione delle femmine.

## Caratteristiche
Ragno primitivo appartenente al sottordine Mesothelae: non possiede ghiandole velenifere, ma i suoi cheliceri possono infliggere morsi piuttosto dolorosi
Questa specie è simile a L. desultor nell'aspetto esteriore, nella colorazione e nella forma dei genitali maschili; mentre ne differisce in un contrategulum più pronunciato e in piccole setole distanziate di molto sul cumulus. Nelle femmine l'apparato genitale rassomiglia a quello di L. bicoloripes, ma ha un peduncolo basale più corto, stretto e punteggiato e privo di peli sul margine laterale dell'atrio genitale. Il poreplate (area dei genitali femminili interni coperta da una zona priva di pori) ha un ispessimento ai margini laterali dovuto a piccoli lobi. La stretta relazione degli esemplari femminili con L. owadai è apparente.
Il bodylenght (lunghezza del corpo senza le zampe), esclusi anche i cheliceri, è di 21,6 millimetri nei maschi. Il cefalotorace è più lungo che largo, circa 11,6 x 10,3 millimetri. I cheliceri hanno 11-12 denti al margine anteriore delle zanne. L'opistosoma è anch'esso più lungo che largo, circa 9,3 x 6,5 millimetri.

## Habitat
Questi ragni sono stati principalmente rinvenuti in ambiente di foresta pluviale, in banchi di rocce e terreni ai lati della strada sterrata che l'attraversa. Le Maxwell hills sono note per essere il luogo della Malaysia che riceve più pioggia durante l'anno, oltre 5000 millimetri. Per questo motivo tutti i ragni di una certa dimensione rinvenuti in queste zone, e in particolar modo i Liphistius, hanno gli opistosomi rivestiti di goccioline d'acqua di condensa.

## Colorazione
Nei maschi il colore è uniformemente nero opaco, eccetto l'opistosoma bruno scuro e i tergiti bruno scuri chiazzati di marrone chiaro; gli sterniti e i cheliceri prossimalmente sono arancione scuro. Nelle femmine il carapace è arancione, con una banda marrone scuro ai margini laterali ed anteriori, incluso il gruppo oculare; i femori sono arancione pallido e i segmenti distali delle gambe sono nero opaco.

## Distribuzione
Rinvenuta nei pressi del santuario di Khao Soi Dao, nella provincia thailandese di Chanthaburi.